# H.O.T. (nhóm nhạc)
H.O.T. (tiếng Hàn: 에이치오티; từ viết tắt của Highfive Of Teenagers) là một nhóm nhạc nam Hàn Quốc được thành lập bởi SM Entertainment vào năm 1996. Họ được coi là nhóm nhạc thần tượng K-pop đầu tiên và công thức thành công của họ đã trở thành hình mẫu cho nhiều nhóm nhạc K-pop theo sau họ. Nhóm bao gồm 5 thành viên Moon Hee-joon, Jang Woo-hyuk, Tony An, Kangta và Lee Jae-won.
H.O.T. đã bán được hơn 6,4 triệu đĩa ở Hàn Quốc trong suốt sự nghiệp của họ. Họ cũng thành công về mặt thương mại ở Trung Quốc và Nhật Bản, và là một trong những ngôi sao đầu tiên của làn sóng Hàn Quốc ở Châu Á.
Nhóm tan rã vào năm 2001 sau bất đồng hợp đồng với SM Entertainment, khiến hàng trăm người hâm mộ biểu tình phản đối công ty.

## Thành viên
- Moon Hee Joon (문희준; 文熙俊, Văn Hi Tuấn) – Trưởng nhóm, ca sĩ; Số/Màu trong Candy: 23/Yellow (vàng)
- Jang Woo Hyuk (장우혁; 張佑赫, Trương Hựu Hách) – Rap chính tiếng Hàn; Số/Màu trong Candy: 35/Blue (xanh da trời)
- Tony An (Tên thật là Ahn Seung Ho, 안승호; 安勝浩, An Thắng Hạo) – Rap chính tiếng Anh; Số/Màu trong Candy: 07/Red (đỏ)
- Kangta (Tên thật Ahn Chil Hyun, 안칠현; 安七炫, An Thất Huyền) – Vocal chính; Số/Màu trong Candy: 27/Green (xanh lá cây)
- Lee Jae Won (이재원; 李在元, Lý Tại Nguyên) – Ca sĩ; - Vocal phụ, Rap phụ; Số/Màu trong Candy: 48/Orange (da cam)

## Kỷ lục
- Nghệ sĩ đầu tiên của Hàn Quốc tổ chức concert cho riêng mình tại sân vận động Seoul Olympic.
- Ca sĩ/nhóm nhạc đầu tiên có vé được bán hết trong ṿòng 10 phút (Concert tại sân vận động Oplympic năm 2001 với sức chứa 50,000 người). Các concert khác bán hết vé trong vòng 1 tiếng.
- H.O.T là nhóm nhạc duy nhất khiến hệ thống tàu điện ngầm của Hàn Quốc phải kéo dài thêm giờ chạy.(Hệ thống tàu điện ngầm đã tới giờ chạy đến 2 giờ sáng để đưa đón các fans)
- Lần đầu tiên, Bộ trưởng Bộ Giáo dục Hàn Quốc ra thông báo cấm học sinh không được nghỉ học, hay vắng mặt để đi xem concert.
- Nghệ sĩ đầu tiên có Fanclub chính thức vượt con số 150.000 thành viên (không chính thức là 250.000 thành viên).
- Ngôi sao Hàn Quốc đầu tiên có Fanclub được lập tại Trung Quốc (hơn 8 triệu thành viên).
- Tất cả album (từ album 1 đến 5) đều đạt con số tiêu thụ 100.000 bản ngay trong ngày phát hành. Và tính đến hiện tại, tất cả các album đều vượt qua con số 1 triệu bản, và tổng lượng album bán ra vượt qua 6 triệu bản.
- Nghệ sĩ đầu tiên có nước uống và nước hoa mang thương hiệu của họ.
- Ca sĩ/nhóm nhạc đầu tiên có màu bóng và màu riêng cho mình, kể cả với fan, khởi xướng phong trò - Văn hóa FANDOM.
- Ca sĩ/nhóm nhạc đầu tiên có chương trình truyền hình riêng cho mình.
- H.O.T. fans là những người đầu tiên viết fanfic (tại Hàn Quốc), mở ra khái niệm Fanfiction.
- H.O.T. fans là những người đầu tiên giúp đỡ tài chính và quảng cáo cho album của một ca sĩ (album thứ ba của Moon Hee Jun).
- Ca sĩ/nhóm nhạc đầu tiên có chỗ trưng bày ưu tiên album chỉ sau 2 tháng ra mắt.
- Ca sĩ/nhóm nhạc đầu tiên nhận 7 giải Daesang trong cùng 1 năm.
- Ca sĩ/nhóm nhạc đầu tiên ngay lập tức dẫn thứ hạng đầu trong ngày đầu tiên trở lại.
- Ca sĩ/nhóm nhạc đầu tiên có Music Video được dựng thành phim hoạt hình. (Video Music The Promise Of H.O.T. - sáng tác: Yoo Joung Jin & Kangta)
- Ca sĩ/nhóm nhạc đầu tiên nhận giải Daesang của đài KBS.
- Ca sĩ/nhóm nhạc đầu tiên tổ chức 'Fanmeeting'. Tất cả Fanmeeting của H.O.T. đều được tổ chức trên sân vận động lớn và thường kéo dài trong 2 ngày.
- Ca sĩ/nhóm nhạc Hàn Quốc đầu tiên được biểu diễn với Michael Jackson.
- Đạt kỷ lục cao nhất về số lượng xe buýt và cảnh sát, số lượng bảo vệ, nhân viên an ninh được huy động trong những buổi Concert và buổi biểu diễn. (Trong Forever concert ngày 27.02.2001: hơn 400 xe buýt có trách nhiệm đưa đón fans).
- Ca sĩ/nhóm nhạc đầu tiên tham gia hát trong 1 OST phim của Disney.
- Ca sĩ/nhóm nhạc đầu tiên thành lập Fanclub (tại Hàn Quốc).
- Ca sĩ/nhóm nhạc đầu tiên có phim hoạt hình 3D riêng (Age of peace).
- Ca sĩ/nhóm nhạc đầu tiên có tiểu được phát hành viết về họ (Hyub ga ggi của Lee Ji Lyun).
- Ca sĩ/nhóm nhạc đầu tiên có chương trrình truyền hình kéo dài 1 tiếng được phát trong show trở lại đặc biệt (Comeback Special).
- Ca sĩ/nhóm nhạc đầu tiên có chương tŕnh truyền hình kéo dài 1 tiếng được phát trong show chia tay (Goodbye Special).
- Ca sĩ/nhóm nhạc Hàn Quốc đầu tiên nhận giải thưởng MTV Awards (Video 'Line up' giành được giải thưởng của American MTV Video Award cho 'Video quốc tế xuất sắc nhất năm 1998').
- Ca sĩ/nhóm nhạc đầu tiên phá vỡ các kỷ lục trong nền công nghiệp âm nhạc Hàn Quốc.

## Lịch sử hoạt động
H.O.T. được thành lập bởi Lee Soo-man của SM Entertainment. Các bài nhạc của nhóm chủ yếu là hợp thể của nhạc rap, ballad, dance và đến năm 1999 là cả nhạc rock. Trưởng nhóm Hee Jun cùng ca sĩ chính là Kangta đảm nhiệm các giai điệu ballad cho nhóm. Woo Hyuk (dancer chính) và Jae Won phụ trách các đoạn rap tiếng Hàn còn Tony phụ trách các đoạn rap tiếng Anh trong các ca khúc. Trang phục của nhóm được cung cấp bởi công ty Zippy Zippy.
Các thành viên của H.O.T. không phải tự nhiên gặp nhau rồi thành lập nên một ban nhạc mà từng thành viên được quản lý của SM Entertainment chọn ra. Thành viên đầu tiên của nhóm là Ahn Chil Hyun (hay còn gọi là Kangta) đã lọt vào mắt xanh của quản lý SM Entertainment khi anh đang hát và nhảy ở khu giải trí Lotte World. Khác với Kangta, 2 thành viên tiếp theo của nhóm là Moon Hee Jun và Lee Jae Won tham gia cuộc thi tuyển ca sĩ của SM Entertainment và đạt tiêu chuẩn để vào nhóm. Jang Woo Hyuk nhận được lời mời tham gia sau khi anh dành vị trí số một trong một cuộc thi nhảy. H.O.T. lúc bắt đầu vốn có 6 thành viên với 2 người cuối cùng là Tony Ahn và Andy Lee, tài năng của hai người được phát hiện bởi Brothers Entertainment rồi được chuyển sang SM Entertainment. Nhưng trong quá trình thành lập, bố mẹ của Andy Lee đã từ chối bảo trợ cho con trai họ tham gia nhóm nên Andy đã rút khỏi nhóm. Sau này Andy trở thành thành viên của Shinhwa
Với người đứng đầu là Lee Soo Man, những bài hát của H.O.T là sự pha trộn của rap và ballads, cùng với Kang Ta là giọng ca chính. Khi họ phát hành album thứ ba Resurrection, họ đã viết đa số những bài hát trong album đó, và trong 2 album cuối cùng (I yah!, và Outside Castle) họ đã viết và phối nhạc gần như tất cả các bài hát. 2 thành viên của nhóm, Moon Hee Jun và Jang Woo Hyuk, trong thực tế cũng là người biên đạo dance cho tất cả các bài hát của họ. H.O.T. cũng được các fan hâm mộ miêu tả như các thiên thần sau clip video của họ với cái tên "Promise of H.O.T.".
H.O.T. cũng là nhóm nhạc pop đầu tiên của Hàn Quốc được biểu diễn tại sân vận động Olympic Seoul bởi vì số lượng fan quá lớn của nhóm. Cũng bởi vì sự nổi tiếng của nhóm nên H.O.T. cũng trở thành một thương hiệu quảng cáo lớn trong thời gian nhóm hoạt động. Họ còn có cả một loại nước uống riêng với biểu ngữ "I only drink H.O.T.".
Một thời gian ngắn trước khi nhóm tan rã, các thành viên đã tham gia vào một bộ phim 3D với tên "Age of Peace". Bộ phim này được chiếu tại Nhật Bản nhằm quảng bá cho album thứ tư của nhóm phát hành ngay sau đó. Trong phim, tất cả mọi cảnh vật, người đều được tạo dựng bằng kỹ xảo vi tính ngoại trừ 5 thành viên của nhóm. Vào thời điểm đó, tên tuổi của H.O.T. có thể xem là sáng chói mà không có một vết nhơ. Các thành viên không có dính dàng gì đến thuốc phiện, cảnh sát, trốn nghĩa vụ quân sự, vv....v..
Họ đã chiến thắng trong vô số những giải thưởng của KMTV (MTV Hàn Quốc) và nhiều chương trình âm nhạc phổ biến khác của Hàn Quốc. Đặc biệt năm 1998, video clip "Line up" nhận được giải Video clip quốc tế hay nhất từ MTV Mỹ.
Không những không có mấy hiềm khích với các nhóm nhạc Pop Hàn Quốc khác, H.O.T. còn có thể xem là khá thân thiết với một số nhóm nhạc khác. Các thành viên của nhóm còn là bạn thân với Kim Hwan Sung của nhóm N.R.G.. Hwan Sung sau này qua đời vì viêm phổi chỉ một vài tuần trước sinh nhật 20 tuổi của anh, điều này đã khiến các thành viên của H.O.T. hết sức đau buồn đặc biệt là KangTa. Ngay trong album sau đó của N.R.G., Kangta đã viết bài nhạc chính của album cho nhóm này.
"A Song for Lady", một trong số các bài nhạc nổi tiếng của H.O.T. cũng được dùng làm bài nhạc chính của phim "Autumn in my Heart"

## Giải thưởng
1996
12.08 SKC New Singer Award
12.13 KMTV Popularity Award
12.29 SBS New Singer Award
1997
07.02 Mid - Year Top10 Awards – Best Singer Award
07.04 Mid – Year Top 20 Awards – Popularity Award
09.21 Club H.O.T. 1st Fanmeeting (Olympic Stadium)
12.04 Seoul Gayo Awards - Daesang + Bonsang
12.14 Golden Disk Awards - Disk Daesang
12.28 SBS Gayo Awards - Daesang
KMTV (Global Music Television) Gayo Daejeon - Daesang
MBC Gayo Awards - Daesang
1998
04.04-05 Club H.O.T. 2nd Fanmeeting (Olympic Stadium)
12.05 H.O.T. Hankook Youngsang Awards – Popularity Award
12.06 KMTV Korean Music Award – Daesang + Best Popularity Award
H.O.T. Golden Disk Awards - Bonsang
12.18 Seoul Gayo Awards – Daesang + Bonsang
12.27 SBS Gayo Awards – Daesang
12.30 KBS Gayo Awards - Daesang
12.31 MBC Gayo Awards – Daesang
Korean Politics Awards – Music Award
1999
03.16 H.O.T. Celebrity Brilliance Award
04.04~05 Club H.O.T. 3rd Fanmeeting
09.09 `99 MTV Awards – Award as Korea's Representative ('Line-up' song)
12.11 KMTV Awards – Best Popularity Award (ARS, Netizen, Song, Best Dance)
12.14 Seoul Awards – Bonsang + Popularity Award
12.16 Youngsang Records Awards – Popularity Award
Golden Disk Awards – Bonsang + Popularity Award
12.31 Daehanminkook Yeoneh Arts Awards – Daesang
MKMF Mnet Awards - Best Popular Music Video ''I-yah!'' (Daesang) + Best Male Group + Director Award
Mnet – Popularity Award
2000
05.14 Club H.O.T. 4th fanmeeting – Olympic Stadium
11.24 MKMF Mnet Awards - Best Popular Music Video ''Outside Castle'' - Daesang
12.13 KMTV Gayo Daesang – Popularity Award + Netizen Award
12.31 MBC Gayojae – Popularity Award

### 2008
MKMF Gayo Daesang – 10th Year Anniversary Remember Award

## Tan rã vào năm 2001
H.O.T. tan rã vào tháng 5 năm 2001, một thời gian ngắn sau live show 2001 của nhóm. Thời điểm đó cũng là lúc hợp đồng của nhóm với SM Entertainment gần hết hạn. Một số nguồn tin không chính thức cho rằng lý do tan rã chính của nhóm là do vấn đề về tiền lương và tài chính. Mỗi thành viên của nhóm chỉ nhận được 1 cent cho mỗi đĩa của nhóm được bán ra, có nghĩa là họ chỉ nhận được gần 10.000$ cho hàng triệu album đã được bán. Đã từng có lần Tony Ahn phàn nàn về tiền lương của nhóm thì quản lý của họ - Lee Soo Man đã nói rằng "Tôi đã trả cả tiền xăng cho các anh, các anh còn phàn nàn gì nữa?" ("I even pay for your gas, what are you complaining about?"). Nhưng tất cả cũng chỉ là tin đồn.
Với những đóng góp và cống hiến cho nền âm nhạc Hàn Quốc, H.O.T. đã được gọi với một cái tên xứng tầm là Huyền Thoại Kpop.

## Hoạt động sau khi tan rã
Sau khi nhóm tan rã, KangTa và Moon Hee Jun nhận lời mời ở lại SM Entertainment và đi hát solo. Trong khi Kangta chú tâm vào thể loại R&B thì Moon Hee Jun lại phát triển thiên về rock. Hee Jun cũng bắt đầu với R&B như Kangta nhưng có vẻ nó không thực sự phù hợp với anh. Tuy vậy, hình ảnh khi còn trong H.O.T. của Hee Jun đã khiến một số fan hâm mộ không thực sự hài lòng với sự thay đổi của anh.
Ba thành viên còn lại của nhóm là Jang Woo Hyuk, Tony Ahn và Lee Jae Won đã tự đứng ra thành lập một nhóm nhạc mới với cái tên J.T.L.. Các album của họ đã khá thành công. Năm 2003, JTL cùng với A Better Day đã đạt giải Nhóm nhạc Hàn Quốc được yêu thích nhất châu Á tại MTV châu Á 2003.
Sau này, Jang Woo Hyuk đúng ra mở một công ty chuyên đào tạo nhảy múa và một trường dạy nhảy tên là Newest. Anh phát hành album riêng đầu tiên của mình vào tháng 12 năm 2005 với cái tên "No More Drama". Trong album này, anh hợp tác với một nhóm nhảy của mỹ là "Elite Force".
Tony Ahn cũng tự ra album riêng của mình, thành lập công ty TN Entertainment và cũng rất thành công trong sự nghiệp kinh doanh với công ty đồng phục học sinh Skoolooks, một trong 3 công ty về đồng phục nổi tiếng nhất Hàn Quốc.
Tháng 3 năm 2005, Lee Jae Won phát hành album riêng đầu tiên của mình "No Pain, No Gain"
Năm 2004, Moon Hee Jun rời khỏi SM Entertainment và tự lập công ty riêng là PS Entertainment. Sau đó 1 năm, anh tạm thời dựng sự nghiệp ca hát để tham gia nghĩa vụ quân sự.
Hiện nay tất cả năm thành viên của H.O.T đều đã hoàn thành nghĩa vụ quân sự và tiếp tục sự nghiệp kinh doanh cũng như giải trí của bản thân thành viên

## Tái hợp
Hôm 17/2 vừa qua, MBC đã đăng tải một loạt các video của idolgroup huyền thoại đời đầu H.O.T., từ lúc các thành viên gặp gỡ nhau sau 17 năm, cho đến lúc diễn tập cho ca khúc nổi tiếng "We Are The Future". Kangta chia sẻ rằng anh không trực tiếp liên lạc riêng với từng thành viên mà để từng người tự có quyết định khi nhận được lời đề nghị từ Infinity Challenge.
Khi H.O.T. gặp lại nhau tại buổi chuẩn bị cho chương trình, các thành viên đã không kiềm được xúc động. Moon Hee Jun nhớ lại về concert cuối cùng của nhóm, nơi mà anh đã hứa với fan rằng "H.O.T. sẽ không bao giờ tan rã". Anh chia sẻ thêm: "Tôi cũng đã nghe điều đó rất nhiều lần từ người hâm mộ của mình. Tôi đã nói họ bảo vệ chúng tôi, vì thế tôi còn cảm thấy tiếc nuối hơn nữa. Vì tôi là người đã nói những lời đó nên cảm giác tội lỗi đang tràn ngập con người tôi."

## Các album
- Album 1: We Hate All Kinds of Violence

Ngày phát hành: 7/9/1996
Số bài nhạc: 9
1. Candy
2. 널 사랑한 만큼 [As much as I loved you]
3. 전사의 후예(폭력시대) (Warrior's Descendant)
4. Your Image In The Sun
5. When I Need You
6. 오늘도 짜증나는 날이네 [Another bad day]
7. You're Fast I'm Slow
8. 개성시대 [The Age of Uniqueness]
9. About 여자 [About Women]
- Album 2: Wolf and Sheep

Ngày phát hành: 11/7/1997
Số bài nhạc: 9
1. Go! H.O.T!
2. 늑대와 양 (Wolf and Sheep)
3. 자유롭게 날 수 있도록 (Free to Fly)
4. We Are the Future
5. 행복 (Full of Happiness)
6. 열등감 (The End of my Inferiority Complex)
7. 열 두 번째 생일 (Lost my 12th Birthday)
8. Tragedy
9. 너와 나 (You and I)
- Album 3: Resurrection

Ngày phát hành: 9/9/1998
Số bài nhạc: 14
1. 빛 (Hope) - composed by Kangta
2. 열맞춰! (Line up!)
3. 투혼 (The Spirit of Fighter) - composed by Moon Hee Jun
4. 우리들의 맹세 (The Promise of H.O.T) - lyrics by Kangta
5. H.O.T. (House of Trust)
6. In I (이세상에 버려진 모든 아이들을 위하여) - composed by Moon Hee Jun
7. Monade
8. Techno Love - composed by Kangta
9. You Got Gun? - composed by Lee Jae Won
10. 소년이여 신화가 되어라 (Boys, Be a Legend!) - composed by Jang Woo Hyuk
11. 홀로서기 (All Alone) - composed by Tony An
12. 후에 (Since You've Gone) - composed by Moon Hee Jun
13. 하나라는 아름다운 느낌 [To be one, such a wonderful feeling]
14. Wedding Christmas (X-mas Bonus Track) - composed by Kangta
- Greatest Hits - Song Collection Live Album

Ngày phát hành: 1999
- Album 4: Iyah!

Ngày phát hành: 1/9/1999
Số bài nhạc: 24
1. 투지 [Will to Fight]
2. Talk 1
3. Talk 2
4. I-Yah!
5. Talk 3
6. The Way That You Like Me
7. 나의 너 (My Girl) - composed by Kangta
8. 8.15 (제 2의 독립을 위하여) - composed by Moon Hee Jun
9. Talk 4
10. Korean Pride - composed by Tony An
11. Talk 5
12. Do or Die - composed by Jang Woo Hyuk
13. Talk 6
14. 축복 (Celebrate) - composed by Kangta
15. Talk 7
16. 영혼 (Soul) - composed by Moon Hee Jun
17. Talk 8
18. Pu Ha Ha - composed by Lee Jae Won
19. Talk 9
20. 환희 (Its Been Raining Since You Left Me) - composed by Kangta
21. Talk 10
22. Forever Song - composed by Lee Jae Won
23. Talk 11
24. 고마워, 미안해 (Together Forever) - composed by Kangta
- 99 Live In Seoul

Ngày phát hành: 1/1/2000
Số bài nhạc: 23
1. Legend of H.O.T.
2. We Are The Future
3. 투혼,The Sprit Of Fighter
4. 행복 (Full Of Happiness) / 빛 (Hope)
5. 멘트 (인사말) [Comments made by the members]
6. 전사의 후예 / 늑대와 양 (Wolf&Sheep)
7. 자유롭게 날 수 있도록 (Free To Fly) / 우리들의 맹세 (The Promise Of H.O.T.)
8. 팬들에 대한 인사 [Greetings to the fans from H.O.T.]
9. 널 사랑한 만큼 [As much as I loved you]
10. Do Or Die
11. Korean Pride
12. Right Here Waiting
13. 환희 (It's Been Raining Since You Left Me)
14. 다시 시작해 (Forever Song)
15. 영혼 (Soul)
16. Go! H.O.T. / 오늘도 짜증나는 날이네 [Another Bad Day] / 열등감 (The End Of My Inferiority Complex)
17. 열맞춰 (Line Up!)
18. The Way That You Like Me
19. 투지 [Will to Fight]
20. 클로징 멘트 [Closing comments by the members]
21. 아이야 (뉴스) [I-yah - news clips]
22. 아이야 (80인조 오케스트라) [I-yah - orchestra]
23. 아이야 (Rock Band)
- Album 5: Outside Castle

Ngày phát hành: 29/9/2000
Số bài nhạc: 14
1. Outside Castle (The Castle Outsiders) - composed by Moon Hee Jun
2. 신비 (Delight)[Mystic] - composed by Kangta
3. 그래 그렇게! (We Can Do It!) - composed by Kangta
4. My Mother - written/arranged by Jang Woo Hyuk, composed by Jang Woo Hyuk & Kangta | Original title: Careless Whisper | Original composer: George Micheal & Andrew Ridgley
5. 꿈의 기도 (Pray For You)[A Prayer within a Dream] - composed by Kangta
6. 파랑새의 소원 (Wish Of A Blue Bird) - composed by Moon Hee Jun
7. Time Will Tell - composed by Lee Jae Won
8. One Last Love - composed by Tony An
9. Good-bye 이젠 (Good-bye For The Last) - written/arranged by Jang Woo Hyuk, composed by Jang Woo Hyuk & Kangta
10. For 연가 (A Song For Lady) - composed by Moon Hee Jun
11. Illusion - composed by Kangta
12. Natural Born Killer - composed by Tony An
13. 버려진 아이들 (Abandoned Children) - composed by Lee Jae Won
14. 널 지금 처럼 (Always My Love) - composed by Kangta
- Greatest Hits - Age Of Peace OST

Ngày phát hành: 2000
Số bài nhạc: 10
1. Age of Peace (Instrumental)
2. OP.T (Operation Takeover)
3. OP. T #1
4. OP.T #2 - 'Zeus'
5. The Best - composed by Kangta
6. TTTrack #1 (Techno Time Track #1) - composed by Kangta
7. TTTrack #2 (Techno Time Track #2) - composed by Kangta
8. OP.T - Concert Scene - composed by Tony An
9. OP.T (Instrumental)
10. The Best (Instrumental)
- Forever 2001 Live Concert

Ngày phát hành: 21/4/2001
Số bài nhạc: 23
1. Opening (Effect Show)
2. 아이야 (I Yah!)
3. 투지 (Get It Up!) + 전사의 후예 + You Got Gun
4. 멤버 인사말 (Opening Ment)
5. 환희 (It's Been Raining Since You Left Me) + 신비 (Delight)
6. N.B.K. (Natural Born Killer)
7. Time Will Tell
8. Livin' La Vida Loca (Tony An Special)
9. Only You (Kangta Special)
10. Right Here Waiting (Kangta Special)
11. 행복 (Full Of Happiness) - With Fan (Kangta Special)
12. Let It Be (Kangta Special)
13. Persia Black Hole (Moon Hee Jun Special)
14. For 연가 (A Song For Lady)
15. We Are The Future + Op. T (Operation Takeover)
16. Scratch Show (Jang Woo Hyuk Special)
17. Good-Bye 이젠 (Good-Bye For The Last) (Jang Woo Hyuk Special)
18. 행복 (Full Of Happiness) + 빛 (Hope)
19. My Mother
20. 멤버 인사말 (Closing Ment)
21. 너와 나 (You & I)
22. 그래! 그렇게! (We Can Do It!)
23. 앵콜곡: Outside Castle (The Castle Outsiders)

## Fan hâm mộ
Câu lạc bộ người hâm mộ (fan club) của H.O.T. được biết với cái tên Forever The White Angels (Mãi mãi các thiên thần trắng). H.O.T là nhóm nhạc đầu tiên có "màu fan" của riêng họ. Sau đó, các nhóm nhạc và ca sĩ khác của Hàn Quốc cũng theo trào lưu này. Thậm chí, sau khi H.O.T tan rã, các fan vẫn dùng những quả bóng trắng để cổ vũ cho những thành viên của nhóm trong các hoạt động cá nhân. Trong một thời gian dài đã có những tuyên bố không rõ ràng về việc quay lại nhóm, nhưng các fan vẫn luôn hy vọng có thể thấy họ trở lại là một nhóm, cho dù từ ngày nhóm tan rã đến giờ đã 17 năm.
Các website, fanclub của H.O.T. vẫn còn hoạt động dù nhóm đã tan rã.